# Komorowice (powiat strzeliński)
Komorowice – wieś w Polsce położona w województwie dolnośląskim, w powiecie strzelińskim, w gminie Kondratowice.

## Nazwa
Nazwa wsi na przestrzeni wieków ulegała zmianie: Kummelwiz (1374), Kumelwicz (1375), Komlowicz (1434), Cummelwitz (1726), Cumelwitz (1743), Kummelwiz (1784), Kummelwitz (1816), Komiałowice (1945), Komorowice (od 1947).

## Podział administracyjny
W latach 1975–1998 miejscowość należała administracyjnie do województwa wrocławskiego.

## Położenie
Wieś Komorowice położona jest na terenie Wzgórz Lipowych w jednej z wielu kotlin pomiędzy wzgórzami, w malowniczym zakątku Wzgórz Niemczańsko-Strzelińskich, w południowej części gminy Kondratowice. Wzgórza Lipowe należą do mezoregionu Wzgórz Niemczańsko-Strzelińskich, które wchodzą w skład makroregionu Przedgórze Sudeckie.

## Demografia
W Komorowicach mieszkało 159 osób (stan na 1 stycznia 2005). Według Narodowego Spisu Powszechnego (III 2011 r.) mieszkają tu 143 osoby.

## Drogi
Do Komorowic dojedziemy zjeżdżając z trasy 316 Niemcza – Dankowice drogą boczną 418, którą jadąc przez miejscowość dojedziemy do drogi Strzelin – Ząbkowice Śląskie. Miejscowość położona z dala od ruchliwych szlaków komunikacyjnych.

## Opis zabudowy
W Komorowicach spotykamy różne rodzaje zabudowy. Występuje tu zabudowa wielorodzinna, jednorodzinna i zagrodowa. Ciekawym obiektem jest znajdujący się tu  pałac wraz z folwarkiem otoczony kamiennym a częściowo ceglanym murem. Pałac powstał w 1630 roku jako siedziba rycerska. Przeprowadzono jego renowację w roku 1730, a na początku XX wieku został rozbudowany. Obiekt ten jest założony na planie litery „T”, dwupiętrowy, pokryty dachami czterospadowymi. Na elewacjach zachowały się trzy kartusze: z budowy, renowacji i rozbudowy.

## Historia
Rys historyczny i stan obecny:
W XVII w. Komorowice należały do rodziny von Waldau. W pierwszej połowie osiemnastego stulecia przeszły na własność rodu von Burgsdorff. W miejscowości wzmiankowani byli przedstawiciele kolejnych pokoleń tej rodziny: Hans Christoph (ur. 1652r., zm.1727r.), Christoph Heinrich (ur. 1693r., zm.1776r.) i Ernst Sigismund (około 1780r.). W XIX w. majątek w Komorowicach posiadał ród von Korckwitz. W 1822r. Wilhelm Carl Lebrecht von Korckwitz przebudował miejscowy dwór. W 1886 r. dobra liczące 234ha – w tym 168 ha pól uprawnych, 63ha lasów i 3ha dróg i podwórzy gospodarczych – były własnością Pani Heleny von Korckwitz i Pani baronowej von Maltzan z domu von Korckwitz. Przed 1894 r. majątek przeszedł w ręce Ernsta von Scheliha, wzmiankowanego w Komorowicach również w 1902 roku. Między 1902 a 1905 rokiem właścicielem dóbr został niejaki Kutsche. W 1909 roku należąca do Kutschego posiadłość liczyła 250 ha. W 1912 r. majątek w Komorowicach należał do Wernera von Stegmann und Stein auf Stachau. Powierzchnia posiadłości wynosiła 250ha, z czego 189ha przypadało na pola uprawne. Poza tym łąki liczyły 9ha, lasy 50ha, a park, ogród i gospodarstwo 2 ha. W 1917 r. Werner von Stegmann und Stein auf Stachau w dalszym ciągu był właścicielem majątku, którym zarządzał Oskar von Stegmann und Stein. Z dokumentów z 1921 i 1930r. wynika, że w tym czasie dobra w Komorowicach należały już do Oskara von Stegmann und Stein. W 1933r. posiadłość nabył Erich von Wüllerstorff und Urbair. Pozostał on właścicielem majątku co najmniej do 1937 r. W 1937r. dobra rycerskie w Komorowicach liczyły 245,9 ha, w tym: 175,25 ha pól uprawnych, 8ha łąk, 1,5 ha pastwisk, 1ha stawów, 50ha lasów, 2 ha park i ogród, 8,5 ha drogi i podwórza gospodarcze. Po zakończeniu drugiej wojny światowej posiadłość została znacjonalizowana, a dwór zamieniono w wielorodzinny budynek mieszkalny. Według podań historycznych w Komorowicach działały młyn  w złym stanie technicznym), kuźnia oraz gorzelnia. Jedną z charakterystycznych cech miejscowości są mury otaczające zabudowania gospodarcze.